# Bystročice
Bystročice (en allemand : Beisterschitz) est une commune du district et de la région d'Olomouc, en Tchéquie. Sa population s'élevait à 819 habitants en 2020.

## Géographie
Bystročice se trouve à 8 km au sud-ouest d'Olomouc, à 10 km au nord-est de Prostějov, à 84 km à l'ouest-sud-ouest d'Ostrava et à 207 km à l'est-sud-est de Prague.
La commune est limitée par Hněvotín et Olomouc au nord, par Kožušany-Tážaly à l'est, par Blatec et Vrbátky au sud, et par Olšany u Prostějova à l'ouest.

## Histoire
La première mention écrite de la localité date du XIIe siècle.

## Administration
La commune se compose de deux quartiers :
- Bystročice
- Žerůvky